# Mitchell Moses

a Compétitions nationales et continentales officielles uniquement.

b Matchs officiels uniquement.
Mitchell Moses, né le 17 septembre 1994 à Ryde (Australie), est un joueur australien de rugby à XIII évoluant au poste de demi de mêlée, de demi d'ouverture ou d' arrière dans les années 2010 et 2020.
Né en Nouvelle-Galles du Sud, d'origine libanaise, son oncle, Ben Elias, est un international australien de rugby à XIII dans les années 1980. Il intègre les équipes de jeunes du club des Parramatta Eels puis finit sa formation aux Wests Tigers. Avec ces derniers, il dispute ses premières rencontres en National Rugby League (« NRL ») à partir de 2014. Après trois saisons et anticipant la fin de son contrat, il signe pour 2018 aux Parramatta Eels mais est finalement libéré de son contrat en cours de saison 2017. De retour aux Parramatta Eels, il s'installe durablement comme titulaire au poste de demi de mêlée et lors de la saison 2019 se voit nommé meilleur demi de mêlée de NRL. En 2022, en charnière avec Dylan Brown, le club atteint la finale perdue face aux Penrith Panthers 28-12. Au fil des années, il devient l'un des joueurs les mieux payés de la NRL.
En sélection, ses origines libanaises lui permettent de revêtir le maillot de la sélection du Liban et dispute avec elle deux éditions de Coupe du monde en 2017 et 2022 atteignant à chaque fois les quarts-de-finale. En 2024, il honore désormais le maillot de l'Australie. Il prend part également au State of Origin à partir de 2021 et remporte avec la Nouvelle-Galles du Sud les séries de 2021 et 2024 où il s'y trouve en concurrence à son poste avec Nicholas Hynes et Nathan Cleary.

## Biographie
Il est d'origine libanaise. Son oncle, Ben Elias, est un ancien joueur de rugby à XIII, il a notamment été sélectionné en équipe d'Australie dans les années 1980.

## Palmarès
- Collectif :
  - Vainqueur du State of Origin : 2021 et 2024 (Nouvelle-Galles du Sud).
  - Vainqueur de la Coupe du monde de rugby à neuf : 2019 (Australie).
  - Finaliste de la National Rugby League : 2022 (Parramatta).

- Individuel :
  - Elu meilleur demi de mêlée de la National Rugby League : 2019 (Parramatta).

### Détails en sélection
| Matchs internationaux de Mitchell Moses | Matchs internationaux de Mitchell Moses | Matchs internationaux de Mitchell Moses | Matchs internationaux de Mitchell Moses | Matchs internationaux de Mitchell Moses | Matchs internationaux de Mitchell Moses | Matchs internationaux de Mitchell Moses | Matchs internationaux de Mitchell Moses | Matchs internationaux de Mitchell Moses | Matchs internationaux de Mitchell Moses | Matchs internationaux de Mitchell Moses | Matchs internationaux de Mitchell Moses |
|                                         | Date                                    | Adversaire                              | Résultat                                | Compétition                             | Poste                                   | Points                                  | Essais                                  | Trans.                                  | Drops                                   |                                         |                                         |
| --------------------------------------- | --------------------------------------- | --------------------------------------- | --------------------------------------- | --------------------------------------- | --------------------------------------- | --------------------------------------- | --------------------------------------- | --------------------------------------- | --------------------------------------- | --------------------------------------- | --------------------------------------- |
| sous les couleurs du Liban              |                                         |                                         |                                         |                                         |                                         |                                         |                                         |                                         |                                         |                                         |                                         |
| 1.                                      | 29 octobre 2017                         | France                                  | 29-18                                   | Coupe du monde                          | Demi d'ouverture                        | 13                                      | 1                                       | 4                                       | 1                                       |                                         |                                         |
| 2.                                      | 4 novembre 2017                         | Angleterre                              | 10-29                                   | Coupe du monde                          | Demi d'ouverture                        | 2                                       | -                                       | 1                                       | -                                       |                                         |                                         |
| 3.                                      | 11 novembre 2017                        | Australie                               | 0-34                                    | Coupe du monde                          | Demi d'ouverture                        | -                                       | -                                       | -                                       | -                                       |                                         |                                         |
| 4.                                      | 18 novembre 2017                        | Tonga                                   | 22-24                                   | Coupe du monde                          | Demi d'ouverture                        | 6                                       | -                                       | 3                                       | -                                       |                                         |                                         |
| 5.                                      | 16 octobre 2021                         | Nouvelle-Zélande                        | 12-34                                   | Coupe du monde                          | Demi de mêlée                           | 4                                       | 0                                       | 2                                       | 0                                       |                                         |                                         |
| 6.                                      | 23 octobre 2021                         | Irlande                                 | 32-14                                   | Coupe du monde                          | Demi de mêlée                           | 12                                      | 0                                       | 6                                       | 0                                       |                                         |                                         |
| 7.                                      | 30 octobre 2021                         | Jamaïque                                | 74-12                                   | Coupe du monde                          | Demi de mêlée                           | 14                                      | 0                                       | 7                                       | 0                                       |                                         |                                         |
| 8.                                      | 4 novembre 2021                         | Australie                               | 4-48                                    | Coupe du monde                          | Demi de mêlée                           | -                                       | -                                       | -                                       | -                                       |                                         |                                         |
| sous les couleurs de l'Australie        |                                         |                                         |                                         |                                         |                                         |                                         |                                         |                                         |                                         |                                         |                                         |
| 1.                                      | 18 octobre 2024                         | Tonga                                   | 18-0                                    | Test-match                              | Demi de mêlée                           | -                                       | -                                       | -                                       | -                                       |                                         |                                         |
| 2.                                      | 27 octobre 2024                         | Nouvelle-Zélande                        | 22_10                                   | Test-match                              | Demi de mêlée                           | 4                                       | 1                                       | -                                       | -                                       |                                         |                                         |
| 3.                                      | 10 novembre 2024                        | Tonga                                   | 20-14                                   | Test-match                              | Demi de mêlée                           | -                                       | -                                       | -                                       | -                                       |                                         |                                         |

### Détails en club
| Saison | Saison          | Championnat | Championnat | Championnat | Championnat | Championnat | Championnat | Championnat | State of Origin | State of Origin | State of Origin | State of Origin | State of Origin | State of Origin | State of Origin | Sélection | Sélection | Sélection | Sélection | Sélection | Sélection | Sélection |
| Saison | Saison          | Comp.       | Class.      | M           | Pts         | Ess.        | Buts        | Dp.         | Ed.             | Rés.            | M               | Pts             | Ess.            | Buts            | Dp.             | Compet.   | M         | Pts       | Ess.      | Buts      | Dp.       |           |
| ------ | --------------- | ----------- | ----------- | ----------- | ----------- | ----------- | ----------- | ----------- | --------------- | --------------- | --------------- | --------------- | --------------- | --------------- | --------------- | --------- | --------- | --------- | --------- | --------- | --------- | --------- |
| 2014   | Wests Tigers    | NRL         | 13e         | 10          | 8           | 1           | 2           | -           |                 |                 |                 |                 |                 |                 |                 |           |           |           |           |           |           |           |
| 2015   | Wests Tigers    | NRL         | 15e         | 24          | 22          | 3           | 5           | -           |                 |                 |                 |                 |                 |                 |                 |           |           |           |           |           |           |           |
| 2016   | Wests Tigers    | NRL         | 9e          | 23          | 113         | 6           | 43          | 3           |                 |                 |                 |                 |                 |                 |                 |           |           |           |           |           |           |           |
| 2017   | Wests Tigers    | NRL         | 14e         | 10          | 68          | 3           | 28          | -           |                 |                 |                 |                 |                 |                 |                 |           |           |           |           |           |           |           |
| 2017   | Parramatta Eels | NRL         | 2e tour     | 16          | 67          | 1           | 31          | 1           |                 |                 |                 |                 |                 |                 |                 | CM        | 4         | 21        | 1         | 8         | 1         |           |
| 2018   | Parramatta Eels | NRL         | 16e         | 22          | 106         | 4           | 45          | -           |                 |                 |                 |                 |                 |                 |                 |           |           |           |           |           |           |           |
| 2019   | Parramatta Eels | NRL         | 2e tour     | 26          | 201         | 4           | 92          | 1           |                 |                 |                 |                 |                 |                 |                 |           |           |           |           |           |           |           |
| 2020   | Parramatta Eels | NRL         | 2e tour     | 19          | 127         | 3           | 57          | 1           |                 |                 |                 |                 |                 |                 |                 |           |           |           |           |           |           |           |
| 2021   | Parramatta Eels | NRL         | 2e tour     | 22          | 146         | 3           | 66          | 2           | 2021            | Vainqueur       | 1               | -               | -               | -               | -               |           |           |           |           |           |           |           |
| 2022   | Parramatta Eels | NRL         | Finaliste   | 26          | 220         | 7           | 95          | 2           |                 |                 |                 |                 |                 |                 |                 | CM        | 4         | 30        | 15        | -         |           |           |
| 2023   | Parramatta Eels | NRL         | 10e         | 19          | 169         | 7           | 69          | 3           | 2023            | Perdant         | 2               | -               | -               | -               | -               |           |           |           |           |           |           |           |
| 2024   | Parramatta Eels | NRL         | 15e         | 8           | 54          | 4           | 19          | -           | 2024            | Vainqueur       | 2               | 4               | 1               | -               | -               |           | 3         | 4         | 1         | -         | -         |           |
| 2025   | Parramatta Eels | NRL         |             | 0           | -           | -           | -           | -           |                 |                 |                 |                 |                 |                 |                 |           |           |           |           |           |           |           |